# Marqués de Custine
Astolphe-Louis-Léonor, Marqués de Custine (Niderviller, Lorena, 18 de marzo de 1790 - Saint-Gratien, 25 de septiembre de 1857). Fue un aristócrata francés, conocido por sus crónicas de viajes y particularmente por el relato de su visita al Imperio Ruso en 1839 titulado Rusia en 1839 (en francés, La Russie de 1839). Esta obra no solo relata el viaje de Custine, sino también presenta aspectos de la economía, organización social, costumbres y modo de vivir imperantes en Rusia durante el reinado de Nicolás I.

## Origen y carrera
Astolphe de Custine nació en Lorena, en una familia de la aristocracia francesa que simpatizaba con los ideales de la Revolución de 1789. Su familia paterna era propietaria de una próspera fábrica de porcelanas, en tanto que su madre era una aristócrata bien relacionada con intelectuales de su época, como Madame de Stäel y Chateaubriand.
Pese a sus simpatías republicanas, el abuelo de Custine, el general  Adam Philippe de Custine fue guillotinado en 1793 y su padre corrió la misma suerte en enero de 1794, mientras que su madre fue encarcelada hasta la caída de Robespierre en julio de 1794. Tras estos episodios, la familia de Custine se instaló de nuevo en Lorena, siendo esmeradamente educado y relacionado con importantes personajes de la cultura francesa de su época: la madre de Custine era amiga personal de Madame de Stäel y tuvo un romance con el célebre literato Chateaubriand. No obstante, Custine y su madre debieron emigrar en 1810 por mantener amistad con el ministro Joseph Fouché, caído en desgracia con Napoleón. 
Tras la Restauración, Custine y su madre volvieron a Francia en 1814, pues su madre ambicionaba para el joven marqués una carrera en la diplomacia y un buen matrimonio. Custine acudió así con la delegación francesa al Congreso de Viena en 1815, se casó en 1822 y tuvo un hijo, pero su esposa murió al año siguiente, tras lo cual Custine inició una relación homosexual con un joven inglés cuatro años menor, llamado Edward Saint-Barbe. No obstante, es hallado semidesnudo y golpeado en una calle de París en una noche de octubre de 1824, lo cual hace estallar el escándalo de su homosexualidad y lo condena al ostracismo social, perdiendo su carrera diplomática. Su hijo muere en 1826 y poco después fallece también su madre. 
Después de estas desgracias, Custine intenta hacerse literato, pero no logra éxitos con sus dramas y poemas, inspirados por el romanticismo literario. Tras ello se convence de tener talento para los relatos de viajes y así se dirige a España en 1831, donde redacta una crónica de viajes que es publicada en 1838 y resulta muy bien recibida por la crítica, lo cual le da fama entre destacados artistas como Honoré de Balzac, Victor Hugo, Frédéric Chopin, Alphonse de Lamartine, Alfred de Musset, George Sand o Eugène Delacroix. 
Al recibir el consejo de Balzac de escribir sobre las regiones más tradicionales y exóticas de Europa, Custine elige Rusia como su próximo tema. En ello influye el éxito que había ganado en 1835 el libro de Alexis de Tocqueville titulado "La democracia en América", donde el autor pronosticaba que Rusia y los Estados Unidos estaban destinados a ser los países más poderosos del futuro. Ansioso por repetir el análisis de Tocqueville, Custine viaja a Rusia en 1839, donde escribe su obra más célebre.

## Viaje a Rusia
Custine se fue a Rusia en 1839, donde pasó la mayor parte del tiempo en San Petersburgo, aunque también visitando Moscú y Yaroslavl. El marqués de Custine era un monárquico reaccionario conservador en Francia y visitó Rusia buscando también algunos argumentos contra la democracia y el gobierno representativo (los que había elogiado Alexis de Tocqueville en Estados Unidos), por cuanto que Custine temía que el liberalismo y la democracia causaran inevitablemente la "tiranía de las masas". 
No obstante, Custine quedó sorprendido por la severidad de la autocracia de los zares rusos, así como por el carácter de los rusos que halló en diversos niveles sociales y su débil reacción al enorme absolutismo de sus gobernantes. Custine creía que la población rusa "colaboraba con su propia opresión", considerando la autocracia zarista como un ejemplo extremo (e indeseable) de sumisión popular al monarca, sosteniendo que "En Francia la tiranía y el despotismo son una breve situación de transición, en Rusia la tiranía y el despotismo son situaciones permanentes".
Un tema particularmente relevante de su relato es el análisis que Custine hace sobre la influencia real de la cultura occidental en Rusia, pues el marqués se burlaba de las pretensiones de la élite rusa por imitar a sus pares del resto de Europa en aspectos superficiales, mientras que para Custine la sociedad rusa tenía una esencia de despotismo brutal más propia de Asia. El propio marqués de Custine afirmó en su libro que esta situación era culpa de la severa influencia ejercida por la Iglesia Ortodoxa Rusa en apoyo de la autocracia, acusando también a la Invasión mongola de Rusia de haber instalado el "despotismo oriental" dentro de las costumbres rusas, y reprobando las reformas de Pedro el Grande por imponer en Rusia los usos de la Europa Occidental de modo brutal pero superficial, confundiendo las apariencias externas con la verdadera cultura europea.
El marqués de Custine condena también la edificación de San Petersburgo al considerarla fruto del deseo de un solo hombre y no el resultado de verdaderas fuerzas sociales e históricas. No obstante, Custine muestra gran simpatía por Moscú y alega que Rusia podría ser un país mucho más poderoso si trasladase su capital a la vieja urbe moscovita. 
Las mayores censuras de Custine se reservan para los aristócratas rusos, a los cuales trata de "bárbaros y salvajes", que aceptan la cultura europea sólo en sus rasgos externos, afirmando que "tienen sólo el barniz de civilización europea suficiente para ser salvajes astutos, pero no hombres cultivados". Acusa nuevamente a las reformas de Pedro el Grande por contentarse sólo con imponer al pueblo ruso las imitaciones externas de la civilización europea, dejando sin alteración la "barbarie" que, según Custine, Rusia había heredado intacta de las invasiones mongolas y que había incorporado a sus costumbres y sistema político. 
Asimismo se queja Custine por la conducta superficial de las élites rusas hacia la cultura europea diciendo: "No reprocho a los rusos que sean como son, les reprocho que deseen aparentar lo que somos nosotros (los demás europeos)... Los rusos están menos interesados en ser cultivados que en hacer creernos que lo son... Ellos estarían contentos de mostrarse tan bárbaros como quieran serlo, si tan sólo otro pueblo del mundo pudiera hacerles sentirse mejores y más civilizados". 
Tras conversar con el zar Nicolás I, el marqués de Custine lo censura por montar una red de espionaje sobre la totalidad de su pueblo y por reprimir a Polonia, pero concluye que posiblemente el zar actúa tan autocráticamente sólo porque el propio zar siente que tal conducta es su deber, afirmando Custine: "Si el zar no tiene más piedad en su corazón que la mostrada en su política, lo lamento por Rusia, pero si los reales sentimientos del zar son superiores a sus actos, entonces lo lamento por el zar". Al terminar el viaje, Custine afirma que sintió el aire más respirable y ligero al cruzar de nuevo la frontera con Prusia.

## Retorno a Francia
La Russie en 1839 tuvo hasta seis ediciones en vida de Custine, y fue muy leída en Gran Bretaña, Francia y Alemania, pero censurada en Rusia, prohibiéndose allí su circulación. De todas maneras, las ediciones en idiomas extranjeros llegaron a conocerse en Rusia y causaron impacto entre su aristocracia; pese a la censura zarista, fragmentos del libro fueron publicados en la prensa rusa recién en 1890 y 1891, mientras que una versión abreviada por la censura fue editada en 1910 y reimpresa en la Unión Soviética en 1930, pero inicialmente suprimida bajo del gobierno de Lenin. La primera versión rusa completa y sin censuras apareció en 1996.
El marqués de Custine vio su fama acrecentada por su libro sobre Rusia, y continuó su relación con su amante inglés. Murió en octubre de 1857, dejando sus bienes a su amante.

## En la ficción
El marqués de Custine es un personaje de la película El arca rusa (2002), donde sus conversaciones con el narrador muestran la lucha de la intelectualidad rusa por establecer su identidad propia respecto al resto de Europa.